# Orgasmatron
Orgasmatron (рус. Оргазматрон) — седьмой студийный альбом британской рок-группы Motörhead, выпущенный 14 июля 1986 года на лейбле GWR Records.

## Об альбоме
Первый студийный альбом, записанный четырьмя членами группы: в 1983 году коллектив покинул гитарист Брайан «Роббо» Робертсон, а на замену ему пришли сразу двое музыкантов: Фил Кэмпбелл и Мик «Вёрзель» Бёрстон. Также является единственным альбомом, полностью записанным с Питом Гиллом в качестве ударника, который сменил покинувшего в 1984 году группу Фила Тейлора.
Рабочим названием диска было Ridin' with the Driver, и только незадолго до выхода оно было изменено на Orgasmatron. В связи с этим художник Джо Петано не успел изменить обложку альбома и на ней остался поезд.
Альбом содержит одни из самых «тяжёлых» композиций группы, такие как «Orgasmatron» и «Deaf Forever».

## Список композиций
Авторами всех песен являются Лемми, Würzel, Фил Кэмпбелл и Пит Гилл
| №  | Название                 | Длительность |
| -- | ------------------------ | ------------ |
| 1. | «Deaf Forever»           | 4:25         |
| 2. | «Nothing Up My Sleeve»   | 3:11         |
| 3. | «Ain't My Crime»         | 3:42         |
| 4. | «Claw»                   | 3:31         |
| 5. | «Mean Machine»           | 2:57         |
| 6. | «Built for Speed»        | 4:56         |
| 7. | «Ridin' with the Driver» | 3:47         |
| 8. | «Doctor Rock»            | 3:37         |
| 9. | «Orgasmatron»            | 5:27         |

| №   | Название                       | Оригинальное издание              | Длительность |
| --- | ------------------------------ | --------------------------------- | ------------ |
| 10. | «On the Road» (Live)           | Сторона «Б» сингла «Deaf Forever» | 4:59         |
| 11. | «Steal Your Face» (Live)       | Сторона «Б» сингла «Deaf Forever» | 4:15         |
| 12. | «Claw» (Альтернативная версия) |                                   | 3:31         |

### Deluxe edition
Переизданная в 2006 году версия альбома включала в себя бонус-треки, а также бонус-диск, содержащий записи живого выступления группы на Kerrang! Wooargh Weekender, 13 октября 1984 года.
Авторами всех песен являются Лемми, Würzel, Фил Кэмпбелл и Пит Гилл, если не указано другое
| №  | Название                 | Длительность |
| -- | ------------------------ | ------------ |
| 1. | «Deaf Forever»           | 4:25         |
| 2. | «Nothing Up My Sleeve»   | 3:11         |
| 3. | «Ain't My Crime»         | 3:42         |
| 4. | «Claw»                   | 3:31         |
| 5. | «Mean Machine»           | 2:57         |
| 6. | «Built for Speed»        | 4:56         |
| 7. | «Ridin' with the Driver» | 3:47         |
| 8. | «Doctor Rock»            | 3:37         |
| 9. | «Orgasmatron»            | 5:27         |

| №   | Название                        | Автор(ы)             | Длительность |
| --- | ------------------------------- | -------------------- | ------------ |
| 1.  | «On the Road» (Live)            |                      | 4:59         |
| 2.  | «Steal Your Face» (Live)        |                      | 4:15         |
| 3.  | «Claw» (Альтернативная версия)  |                      | 3:31         |
| 4.  | «Stay Clean» (Live)             | Лемми, Кларк, Тейлор | 2:33         |
| 5.  | «Heart of Stone» (Live)         | Лемми, Кларк, Тейлор | 2:56         |
| 6.  | «Nothing Up My Sleeve» (Live)   |                      | 3:35         |
| 7.  | «Metropolis» (Live)             | Лемми, Кларк, Тейлор | 3:35         |
| 8.  | «Killed by Death» (Live)        |                      | 3:39         |
| 9.  | «Ace of Spades» (Live)          | Лемми, Кларк, Тейлор | 5:34         |
| 10. | «Steal Your Face» (Live)        |                      | 4:33         |
| 11. | «(We Are) The Road Crew» (Live) | Лемми, Кларк, Тейлор | 2:34         |
| 12. | «Motorhead» (Live)              | Лемми                | 2:45         |
| 13. | «Bomber» (Live)                 | Лемми, Кларк, Тейлор | 3:45         |
| 14. | «Overkill» (Live)               | Лемми, Кларк, Тейлор | 5:28         |

## Участники записи
- Иэн Фрэйзер «Лемми» Килмистер — бас-гитара, вокал
- Фил Кэмпбелл — соло-гитара
- Мик «Würzel» Бёрстон — соло-гитара
- Пит Гилл — ударные

## Позиции в чартах
| Год  | Чарт               | Позиция |
| ---- | ------------------ | ------- |
| 1986 | Billboard 200      | 157     |
| 1986 | UK Albums Chart    | 21      |
| 1986 | Mega Album Top 100 | 69      |